# ペニントン郡 (ミネソタ州)
ペニントン郡（英: Pennington County）は、アメリカ合衆国ミネソタ州の北西部に位置する郡である。2010年国勢調査での人口は13,930人であり、2000年の13,584人から2.5％増加した。郡庁所在地はシーフリバーフォールズ市（人口8,573人）であり、同郡で人口最大の都市でもある。

## 歴史
ペニントン郡は1910年11月23日にレッドレイク郡から分離して設立された。郡名はミネアポリス・セント・ポール・アンド・スー・セント・マリー鉄道（スー・ライン）の社長を務めたエドマンド・ペニントンに因んで名付けられた。

## 地理
アメリカ合衆国国勢調査局に拠れば、郡域全面積は618.34平方マイル (1,601.5 km2)であり、このうち陸地616.54平方マイル (1,596.8 km2)、水域は1.80平方マイル (4.7 km2)で水域率は0.29％である。

### 主要高規格道路
- アメリカ国道59号線
- ミネソタ州道1号線
- ミネソタ州道32号線
- ミネソタ州道219号線

### 隣接する郡
- マーシャル郡 - 北
- ベルトラミー郡 - 東
- クリアウォーター郡 - 南東
- レッドレイク郡 - 南
- ポーク郡 - 西

## 人口動態

人口ピラミッド

以下は2000年の国勢調査による人口統計データである。
| 基礎データ - 人口: 13,584人 - 世帯数: 5,525 世帯 - 家族数: 3,552 家族 - 人口密度: 9人/km2（22人/mi2） - 住居数: 6,003軒 - 住居密度: 4軒/km2（10軒/mi2） 人種別人口構成 - 白人: 97.02% - アフリカン・アメリカン: 0.21% - ネイティブ・アメリカン: 0.82% - アジア人: 0.59% - 太平洋諸島系: 0.04% - その他の人種: 0.51% - 混血: 0.81% - ヒスパニック・ラテン系: 1.24% 先祖による構成 - ノルウェー系：49.0％ - ドイツ系：15.4％ - スウェーデン系：7.2％ 年齢別人口構成 - 18歳未満: 24.5% - 18-24歳: 10.3% - 25-44歳: 26.5% - 45-64歳: 22.9% - 65歳以上: 15.8% - 年齢の中央値: 38歳 - 性比（女性100人あたり男性の人口） - 総人口: 97.5 - 18歳以上: 94.6 | 世帯と家族（対世帯数） - 18歳未満の子供がいる: 30.6% - 結婚・同居している夫婦: 51.7% - 未婚・離婚・死別女性が世帯主: 9.1% - 非家族世帯: 35.7% - 単身世帯: 29.5% - 65歳以上の老人1人暮らし: 12.6% - 平均構成人数 - 世帯: 2.38人 - 家族: 2.95人 収入と家計 - 収入の中央値 - 世帯: 34,216米ドル - 家族: 43,936米ドル - 性別 - 男性: 30,771米ドル - 女性: 21,078米ドル - 人口1人あたり収入: 17,346米ドル - 貧困線以下 - 対人口: 11.1% - 対家族数: 7.7% - 18歳未満: 10.7% - 65歳以上: 14.8% |

## 都市と郡区
| 都市                                                                    | 郡区 | 郡区 |
| ----------------------------------------------------------------------- | --- | --- |
| - グッドリッジ - セントハイレイア - シーフリバーフォールズ - 郡庁所在地 | - ブラックリバー - ブレイ - クローバーリーフ - ディアパーク - グッドリッジ - ヒッコリー - ハイランディング - クラトカ - メイフィールド - ノーデン - ノース | - ナムダル - ポークセンター - レイナー - リバーフォールズ - ロックスベリー - サンダーズ - シルバートン - スマイリー - スター - ワイアンドット |

元あった町
- ダコタジャンクション
- エリー
- ヘイゼル
- ハイランディング
- クラトカ
- メイビー